# Hai-Van-Pass
Der Hai-Van- oder Wolken-Pass (viet. Đèo Hải Vân, franz. Col des Nuages) bildet die natürliche Grenze und Wetterscheide zwischen Nord- und Süd-Vietnam. Er ist ca. 20 km lang, erreicht 496 Meter Höhe und führt über den Ausläufer der Truong-Son-Berge, der bis zum Meer reicht. Vom höchsten Punkt bietet sich ein Panoramablick über den Ozean, nach Đà Nẵng und die Halbinsel Son Tra. Oftmals aber ist der Pass in Wolken gehüllt.
Über den Pass verläuft die Nationalstraße 1. Seit 2005 wird die äußerst wichtige Verkehrsverbindung durch den 6,3 km langen Hai-Van-Tunnel entlastet. Weiter überquert die Bahnstrecke Hanoi–Ho-Chi-Minh-Stadt den Pass.

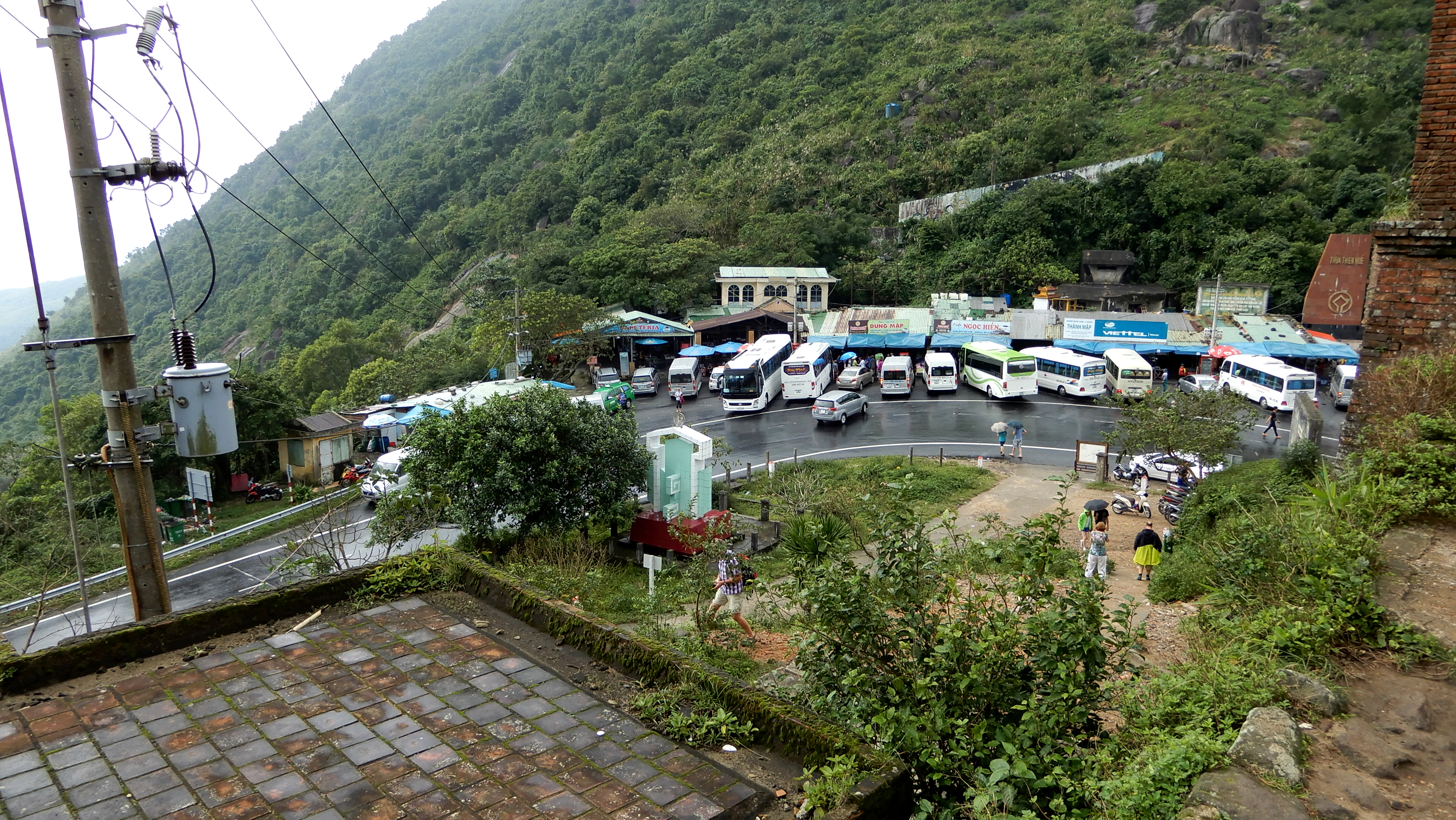
Hai-Van-Pass

## Geschichte

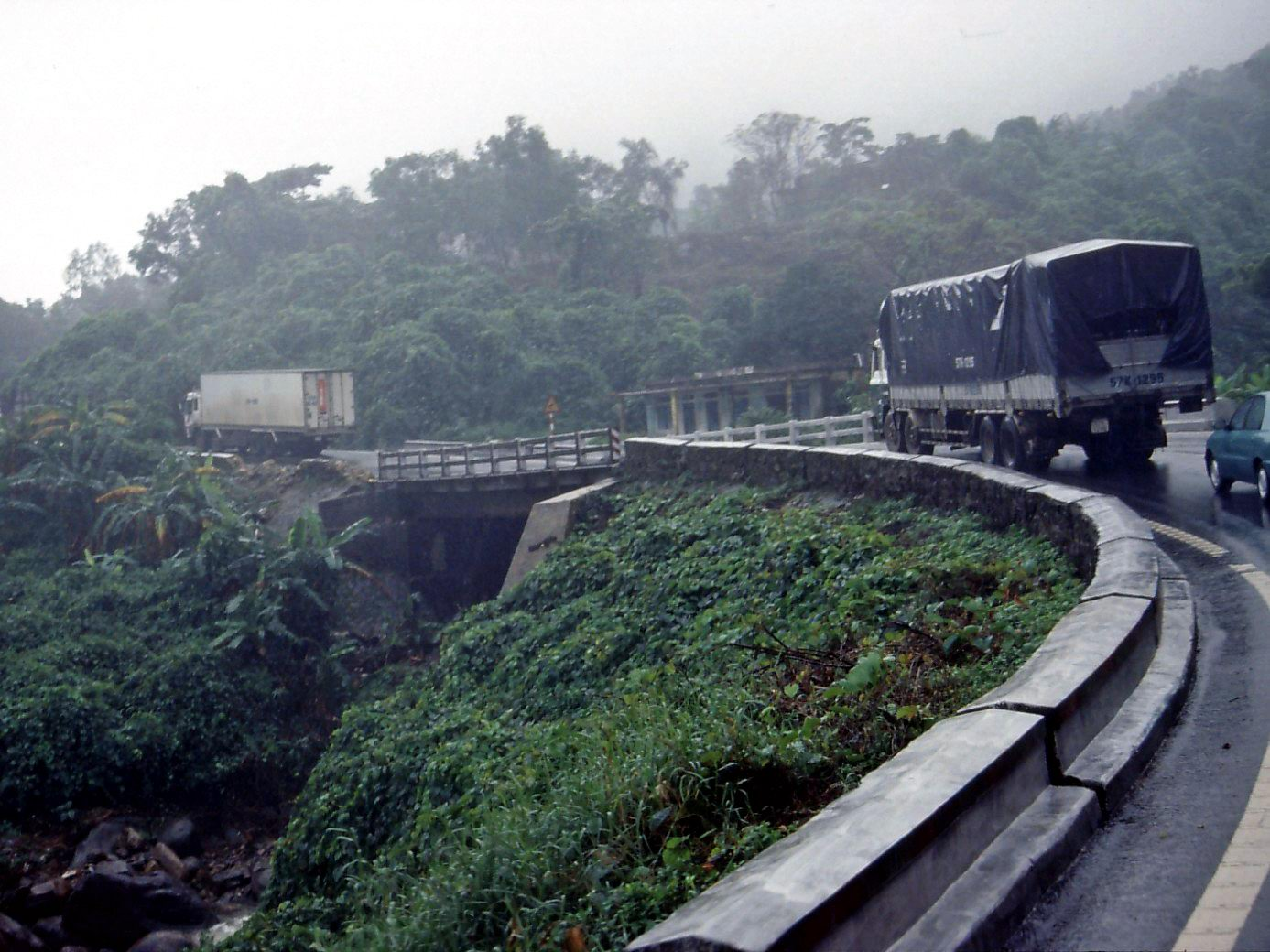
Lastwagen auf der Passstraße bei Nebel (Dezember 2004)

Historisch war der Pass die Grenze zwischen den Königreichen Champa und Đại Việt.
Auf Grund seiner hohen strategischen Bedeutung war dieser Ort auch während des Indochinakriegs schwer umkämpft. Als dort am 24. Juni 1953 ein mit zwei Lokomotiven bespannter Zug auf eine Bogenbrücke fuhr, sprengten die Viet Minh ein Brückensegment. Beide Lokomotiven und 18 Wagen stürzten knapp 20 Meter in die Tiefe. Mehr als 100 Menschen starben.
Auch im Vietnamkrieg war der Pass heiß umkämpft. Auf der Passhöhe befinden sich Ruinen französischer und US-amerikanischer Bunker.
Heute verläuft am Pass die Grenze zwischen der Stadt Huế und der Stadt Đà Nẵng.